# エオデンドロガレ
エオデンドロガレ (Eodendrogale) は、始新世中期のアジアに生息していた樹上性の小型哺乳類である。哺乳綱登木目ツパイ科に属する。
ツパイ目としては、既知で最古の化石記録である。発見されたのが複数の臼歯のみであるため、骨格の詳細はわかっていない。その形態は細部は異なるものの、現生のホソオツパイ属 Dendrogale に似るが、やや小型である。そこから推定される頭胴長は、ホソオツパイとの比較から10数cm程度とされる。
初期のツパイ目の化石記録としては、始新世及び中新世の中国と、パキスタンの新第三紀の地層から発見されたものが知られている。